# Joan Carreras i Goicoechea
Joan Carreras i Goicoechea (Barcellona, 22 luglio 1962) è uno scrittore, giornalista e sceneggiatore spagnolo di lingua catalana.

## Biografia
Figlio di Joan Carreras i Martí, è Professore presso il Dipartimento di Comunicazione dell'Universitat Ramon Llull, dove insegna giornalismo digitale. Ha lavorato per un decennio presso la Corporació Catalana de Mitjans Audiovisuals (ente che gestisce il servizio pubblico radio-televisivo in Catalogna e che si occupa, tra le altre cose, di promuovere la lingua e la cultura catalana). È stato direttore di Canal 33 e uno dei creatori del programma Info-K. Con il canale d'informazione 324.cat ha sperimentato nuovi formati e tecniche di narrativa digitale. Ha inoltre collaborato con diversi giornali, come Avui, Diari de Barcelona e El Temps.
Cafè Barcelona (Edicions Proa) è il quinto romanzo di Joan Carreras nel quale, come spesso avviene, i protagonisti non esprimono ciò che realmente pensano. Nascondono segreti.  Si muovono tra Amsterdam e Barcellona, costantemente inseguiti dal senso di colpa. Lo scrittore però dà loro una seconda opportunità per redimersi. Il romanzo ha ricevuto il Premi Ciutat de Barcelona nel 2014.
Lo stesso anno (2014) Carreras ha vinto il Premio Sant Jordi per il romanzo, con l'opera L'àguila negra.

## Opere

### Raccolte di racconti
- 1990 — Les oques van descalces (Quaderns Crema)
- 1993 — La bassa del gripau (Quaderns Crema)

### Romanzi
- 1998 — La gran nevada (Empúries)[9]
- 2003 — Qui va matar el Floquet de Neu (Empúries)
- 2009 — L'home d'origami (Amsterdam)[10]
- 2012 — Carretera secundària (Proa)[11]
- 2013 — Cafè Barcelona (Proa)
- 2015 — L'àguila negra

## Premi e riconoscimenti
- 2012 - Premis Literaris de Cadaqués - Carles Rahola de periodisme. Postals de la nostàlgia des de Cadaqués
- 2014 - Premi Ciutat de Barcelona per la letteratura catalana per il suo libro Cafè Barcelona
- 2014 - Premi Sant Jordi de novel·la per il romanzo L'àguila negra